# Lanzhousaurus
Genre
Espèce
Lanzhousaurus est un genre de dinosaure herbivores ornithopodes. Il vivait dans ce qui est aujourd'hui la Chine à la fin du Crétacé. Il mesurait 10 mètres de long et pesait 6 tonnes. Sa mâchoire longue de 1 mètre contenait des dents pouvant atteindre jusqu’à 4 centimètres de large, les plus grandes de tous les ornithischiens connus lors de sa découverte en 2005.
Une seule espèce est connue : Lanzhousaurus magnidens,.